# منتخب بولندا لهوكي الحقل للسيدات
منتخب بولندا الوطني لهوكي الحقل للسيدات (بالبولندية: Reprezentacja Polski w hokeju na trawie kobiet)‏ هو ممثل بولندا الرسمي في المنافسات الدولية في هوكي الحقل للسيدات.